# Německá vysoká škola technická v Praze
Německá vysoká škola technická v Praze (německy Deutsche Technische Hochschule in Prag) byla německá vysoká technická škola působící v Praze. Vznikla v roce 1869 rozdělením původní pražské polytechniky na německou a českou část, zrušena byla po druhé světové válce roku 1945.

## Historie

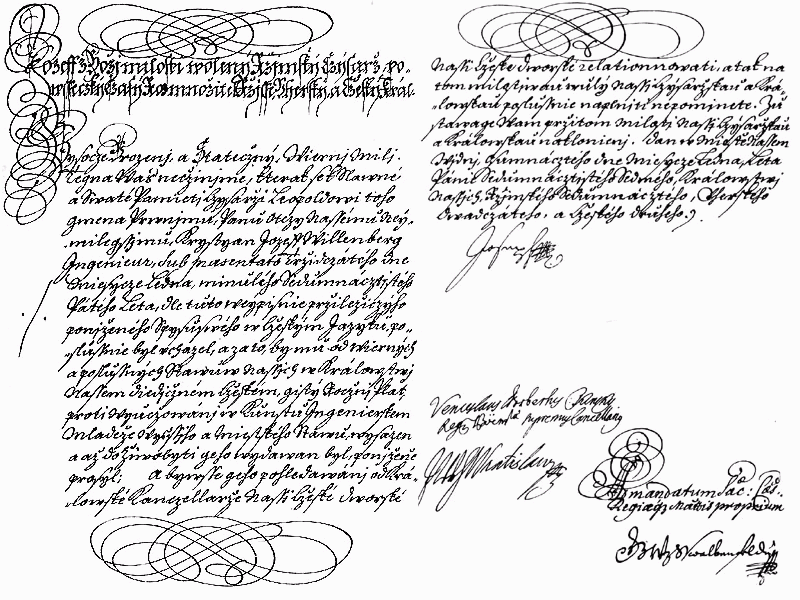
Reskript zakládací listiny císaře Josefa I. z roku 1707

Inženýrská výuka byla v Praze zavedena reskriptem císaře Josefa I. v roce 1707, ale až od roku 1718 začal přednášet první profesor Christian Josef Willenberg. Výuka byla zaměřena zejména na vojenství (kromě opevňování se vyučovalo zeměměřictví, kartografie, odvodňování či mechanismy zvedání těžkých břemen). Jeho nástupcem se stal Jan Ferdinand Schor, vyučoval také optiku, perspektivu, technické kreslení a geografii, třetím profesorem byl František Antonín Herget, tehdy se již škola zaměřovala hlavně na civilní inženýrství, zejména stavební. V roce 1786 se Stavovská inženýrská škola přestěhovala do budovy bývalého jezuitského Svatováclavského semináře v Dominikánské (dnešní Husově) ulici.
V roce 1787 byla škola na základě dekretu císaře Josefa II. spojena s pražskou univerzitou, dne 10. listopadu 1806 se z ní stala moderní polytechnika s názvem Královské české stavovské technické učiliště v Praze (Königliche böhmische ständische technische Lehranstalt zu Prag), ale od univerzity se osamostnila až 8. září 1815.
Přehled pojmenování v různých dobách. Za německého vyučování znělo v letech:
- 1717—1806: Stavovská ingenieurská škola v Praze (Ständische Ingenieurschule in Prag)
- 1806—1840: Královské české stavovské technické učiliště v Praze (Königlich böhmische ständische Lehranstalt zu Prag)
- 1840—1847: Technické české stavovské učiliště v Praze (Technische böhmische ständische Lehr-Anstalt zu Prag).
- 1847—1848: České stavovské polytechnické učiliště v Praze (Böhm. ständische polytechnische Lehr-Anstalt zu Prag).
- 1848—1861: Český stavovský polytechnický ústav v Praze (Das böhmisch ständische polytechnische Institut in Prag) Za vývoje utraquistického znělo pojmenování:
- 1861—1864: Královský český polytechnický zemský ústav v Praze (Königlich bühmisches polytechnisches Landes-Institut in Prag), V době úplného jazykového utraquismu v letech:
- 1864—1869: Polytechnický ústav království Českého (Polytechnisches Institut des Köinigreiches Böhmens), Po rozdělení utraquistického ústavu ve dva samostatné ústavy znělo jméno ústavu českého a německého v letech:
- 1869—1875: Český polytechnický ústav království Českého vedle německého ústavu: Deutsches polytechnisches Institut. Po sestátnění ústavu změněno bylo jméno:
- 1875—1879: Cis. král. český polytechnický ústav v Praze (Kais. königl. böhmisches polytechnisches Institut in Prag),
- 1879 - Cis. král. česká vysoká škola technická v Praze (Kais. königl. böhmische technische Hochschule in Prag).[1]

V roce 1863 schválil císař František Josef I. Organický statut Polytechnického ústavu, čímž byla provedena reforma, v rámci které se představitelem školy stal volený rektor. Studenti byli rozděleni do čtyř odborů: pozemní stavitelství, vodní a silniční stavitelství, strojnictví a technická lučba (chemie). Jako rovnoprávný vyučovací jazyk byla tehdy k němčině uznána čeština, avšak rozpory mezi českou a německou částí nakonec vedly 8. dubna 1869 k rozdělení na český a německý ústav. Česká část, zvaná Český polytechnický ústav, se v roce 1874 přestěhovala do nově postavené budovy na Karlově náměstí. Roku 1875 byly do té doby zemské ústavy zestátněny. Na základě zákona z roku 1878 směli ti, kteří složili na technice dvě státní zkoušky, používat tehdy ještě stavovské označení inženýr, a zákonem z roku 1901 škola získala právo udělovat doktoráty technických věd.
Po německé okupaci byla spolu s německou univerzitou a brněnskou německou technikou převedena do přímé správy Říše, proto ani nebyla po 17. listopadu 1939 uzavřena jako české vysoké školy. Zrušena byla dekretem prezidenta republiky č. 123/1945 Sb. ze dne 18. října 1945.

## Další informace
V letech 1865 až 1868 zde působil významný německý inženýr Emil Winkler, který se věnoval inženýrské mechanice, železnicím a mostům. Známý je také definicí a aplikací nosníků na pružném podkladu poprvé publikovaných v Praze.